# سپند امیرسلیمانی
سپند امیرسلیمانی (زادهٔ ۲۸ آذر ۱۳۵۶) بازیگر سینما، تئاتر و تلویزیون اهل ایران است.

## زندگی
سپند امیرسلیمانی در سال ۱۳۵۶ زاده شد. پدر او سعید امیرسلیمانی بازیگر و کارگردان تئاتر و سینما است. خواهر او کمند امیرسلیمانی نیز به حرفه بازیگری اشتغال دارد. در دوران کودکی خانواده آن‌ها در خانه‌ای اجاره‌ای در نزدیکی میدان توحید زندگی می‌کردند. بازیگری را از سنین کم و در آثار پدرش آغاز کرد و از جمله در نقش کوتاهی در فیلم چون ابر در بهاران (۱۳۶۹) ظاهر شد. از آنجایی که به موسیقی علاقه داشت، پس از اتمام سال سوم راهنمایی در هنرستان صدا و سیما ثبت نام کرد، ولی به دلیل حذف این رشته در آن سال، مجبور شد در رشته برق ادامه تحصیل دهد. بعد از گرفتن دیپلم هنرستان، کنکور هنر داد تا موسیقی بخواند، اما در رشته بازیگری پذیرفته شد، هرچند در ابتدا علاقه‌ای به این حرفه نداشت.
در سال ۱۳۸۰ ابوالحسن داوودی بازی او را بر صحنه تئاتر دید و از وی برای ایفای نقش در فیلم نان، عشق و موتور هزار دعوت کرد. از میان سایر آثار سینمایی و تلویزیونی او می‌توان به فیلم‌های اخراجی‌ها (۱۳۸۵)، خوب، بد، جلف (۱۳۹۴)، هزارپا (۱۳۹۶) و سریال‌های شبهای برره، کلاه پهلوی و معمای شاه اشاره کرد.
او معتقد است بازیگری امنیت مالی ندارد و به همین خاطر در کنار حرفه اصلیش مدتی در فودکورت فروشگاه جام جم ساندویچ فروشی کوچکی را به نام ۳پند اداره می‌کرد.

## ازدواج
سپند امیرسلیمانی، بازیگر ایرانی، در سال ۱۳۸۵ در یک جمع دوستانه با مارال آراسته، آشنا شد و در سال ۱۳۸۷ با او ازدواج کرد. این زوج در ابتدای زندگی مشترک خود بسیار خوشبخت بودند و از یکدیگر بسیار حمایت می‌کردند. سپند امیرسلیمانی در مصاحبه‌های خود همواره از همسرش به عنوان یک زن مهربان و فهمیده یاد می‌کرد و معتقد بود که روحیات آنها بسیار شبیه یکدیگر است.
با این حال، این خوشبختی چندان دوام نیاورد و در سال ۱۳۹۷، سپند امیرسلیمانی در برنامه «فرمول یک» اعلام کرد که از همسر خود جدا شده است. او در این برنامه دلیل جدایی خود را اختلافات خانوادگی عنوان کرد و گفت که آنها در بسیاری از مسائل با یکدیگر توافق نداشتند.

## موسیقی
او از کودکی به آموختن ساز تنبک پرداخت و در کنار آن نواختن دف را هم دنبال کرد. پس از آن پیش مسعود شعاری به فراگیری سه تار پرداخت، اما چون آهنگ‌های پاپ می‌خواند و سازهای سنتی به این نوع موسیقی نمی‌خورد، سراغ یادگرفتن گیتار رفت. زمانی هم موسیقی درس می‌داده است.
محمد نوری که صدای او را پسندیده بود، پذیرفته بود که به رایگان خواندن را به او آموزش دهد. پس از آن نیز تصمیم داشت پیش همخانه دوره دانشگاهش سالار عقیلی خوانندگی بیاموزد که هر دو فرصت را به دلیل مشغله بازیگری از دست داد.
او در سال ۱۳۹۳ ترانه «دل بده» را که از ضربی خوانی‌های قدیم است برای مراسم چهلم مرتضی احمدی اجرا کرد. پس از آن نیز قطعه «شب پاییز» را در سبک اسلو راک تولید و اجرا کرد که در مهر ماه سال ۱۳۹۴ منتشر شد.

## فیلم‌شناسی

### فیلم‌های سینمایی
- ورود و خروج ممنوع (۱۳۹۸)
- هزارپا(۱۳۹۶)
- ثبت با سند برابر است (۱۳۹۴)
- خوب، بد، جلف (۱۳۹۴)
- چک (۱۳۹۰)
- مردان مریخی و زنان ونوسی (۱۳۸۹)
- اخراجی‌ها ۳ (۱۳۸۹)
- اخراجی‌ها ۲ (۱۳۸۷)
- مظفرنامه (۱۳۸۶)
- اخراجی‌ها (۱۳۸۵)
- نان، عشق و موتور هزار (۱۳۸۰)
- دندان طلا (۱۳۷۰)
- چون ابر در بهاران (۱۳۶۹)

### مجموعه‌های تلویزیونی
- من یک مستاجرم
- شبهای برره (مهران مدیری)
- مرد دوهزارچهره (مهران مدیری)
- خوش‌نشین‌ها سعید آقاخانی
- مسیر انحرافی بهرنگ توفیقی
- شبی از شبها
- نرگس
- پاورچین (مهران مدیری)
- بگذار آفتاب برآید
- آسمان همیشه ابری نیست (۱۳۸۹، سعید عالم‌زاده)
- کلاه پهلوی
- تبریز در مه
- خروس(سعید آقاخانی)
- معمای شاه(محمدرضا ورزی ۱۳۹۴)
- در حاشیه(مهران مدیری ۱۳۹۴)
- همسایه‌ها (مهران غفوریان ۱۳۹۵)
- شوخی کردم(مهران مدیری)
- زوج یا فرد(علیرضا نجف زاده ۱۳۹۸)
- کامیون (۱۳۹۹)
- با خانمان(برزو نیک نژاد ۱۳۹۹)
- کلبه عمو پورنگ (احمد درویشعلی پور، ۱۴۰۰–۱۳۹۹)
- بوتیمار (علیرضا نجف زاده، ۱۴۰۰)
- بی‌همگان (بهرنگ توفیقی-اصغر هاشمی، ۱۴۰۱)
- محرمانه (محمودمعظمی، ۱۴۰۲)
- هشت پا (احمد معظمی، ۱۴۰۳–۱۴۰۲)
- مرهم(محمدرضا آهنج، ۱۴۰۳)
- ناریا (جوادافشار، ۱۴۰۳)
- شب خوش (مهران غفوریان ،۱۴۰۳)

### فیلم‌های تلویزیونی
- ماه از روی سکو
- خاندان سیبیلیان
- به رنگ آسمان
- پروانه در آتش
- اعتراف
- کلاه گیس
- این یک تصادف نیست
- پنگوئن (کارگردان)

### شبکه نمایش خانگی
- قهوه تلخ
- شوخی کردم
- مردم معمولی
- شب‌های مافیا
- جوکر(احسان علیخانی، ۱۴۰۰)
- پدرخوانده
- تی‌ان‌تی
- لالایی

## برنامه تلویزیونی
- مسابقه تعاملی کهکشان (فصل دوم، مجید رستگار) مسابقه تلویزیونی ۱۴۰۱ شبکه پنج
- عید پیما ویژه برنامه عید ۹۸ شبکه نسیم
- حضور در خندوانه (ویژه نوروز ۹۸) به عنوان داور مسابقات
- حضور در هزار و یک به عنوان مهمان

## تئاتر
نمایش فراموش نامه|ناشر = تیوال|تاریخ بازدید = ۳۰ ژوئیه ۲۰۱۶|تاریخ =}}</ref>